# Bromovodikova kislina
Bromovodikova kislina je raztopina vodikovega bromida v vodi. Je močna kislina,  njene soli se imenujejo bromidi.Ima formulo HBr(aq).Razjeda tudi les.